# Blues metropolitano
Blues metropolitano è un film del 1985 diretto da Salvatore Piscicelli.

## Trama
Tony è un giovane senza arte né parte, dedito alla droga, la cui vita (finanziata da una zia che l'ha allevato, ora gravemente malata) ruota intorno al mondo della musica: sale d'incisione, concerti, ecc. La sua ragazza si chiama Susy, con aspirazioni canore destinate al fallimento, che Tony regolarmente tradisce con Elena, una matura professoressa universitaria il cui marito è invalido, sia con altre occasionali compagne, tra cui una, anch'ella aspirante cantante, che si dà da fare per l'organizzazione di un concerto. L'organizzatore del concerto, l'avvocato Giordano, ha intanto i suoi guai, sia sul lavoro, perché non riesce a trovare finanziamenti necessari, sia con Stella, la sua nuova ragazza, un tipo quanto meno misterioso, molto libera e facile ad "approfondire" le sue amicizie. Sempre per il concerto, torna in città un percussionista, che tempo addietro aveva avuto una figlia da una ragazza la quale, ora, vive con un altro uomo e che, innamorata di tutti e due, vorrebbe provare a vivere insieme ai suoi amori. Ma il progetto fallisce perché il percussionista è più che mai deciso, al termine del concerto, a ripartire nel suo peregrinare per il mondo.